# متروی لیل
متروی لیل (فرانسوی: Métro de Lille‎) سیستم قطارشهری زیرزمینی در شهر لیل، فرانسه است.
این مترو که در سال ۱۹۸۳ تأسیس شده دارای ۲ خط، ۶۰ ایستگاه و ۴۵ کیلومتر طول می‌باشد.

## نقشه

نقشه متروی لیل

## نگارخانه

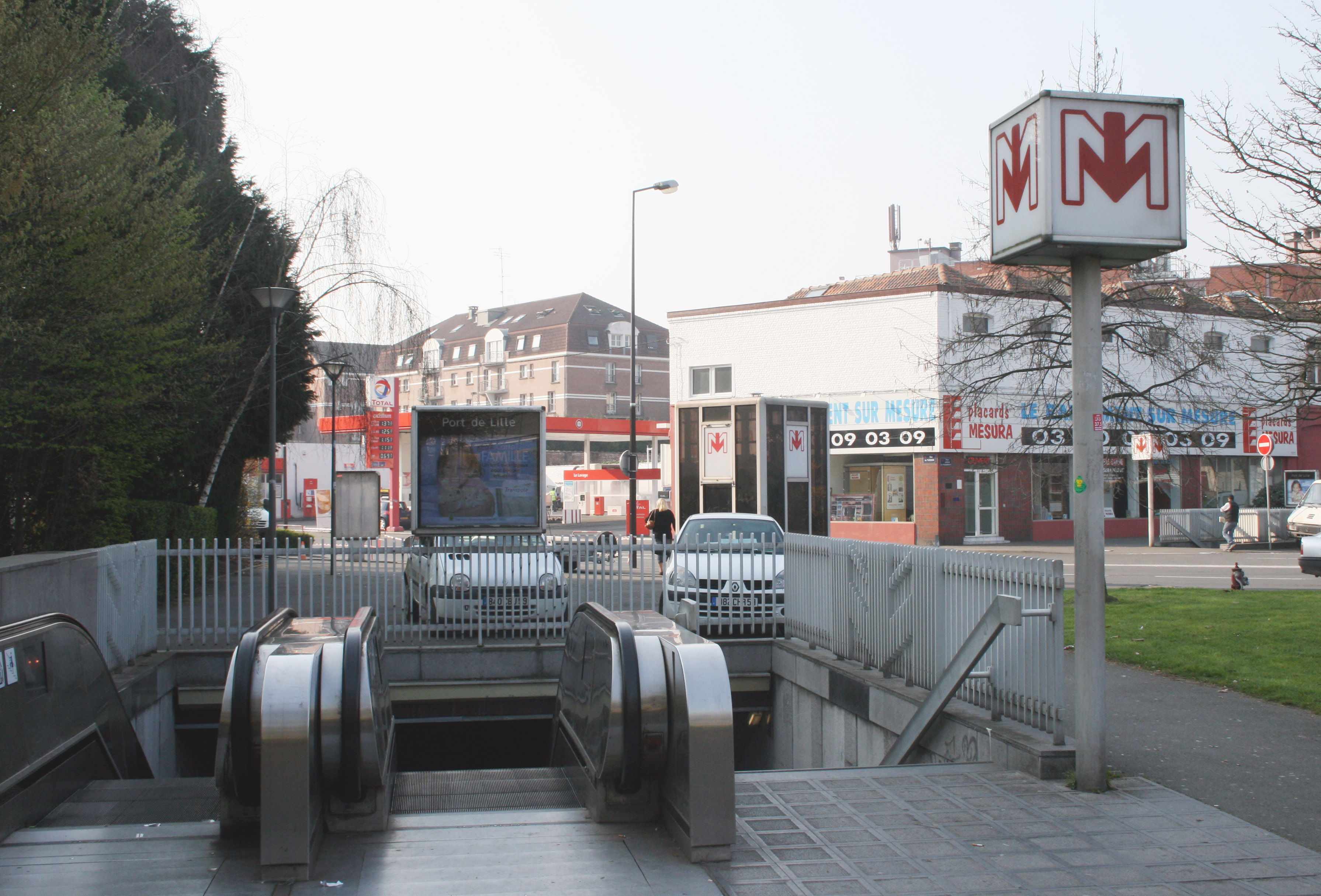
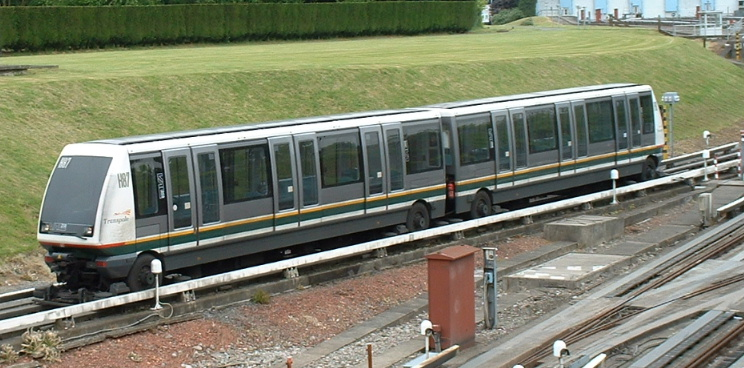
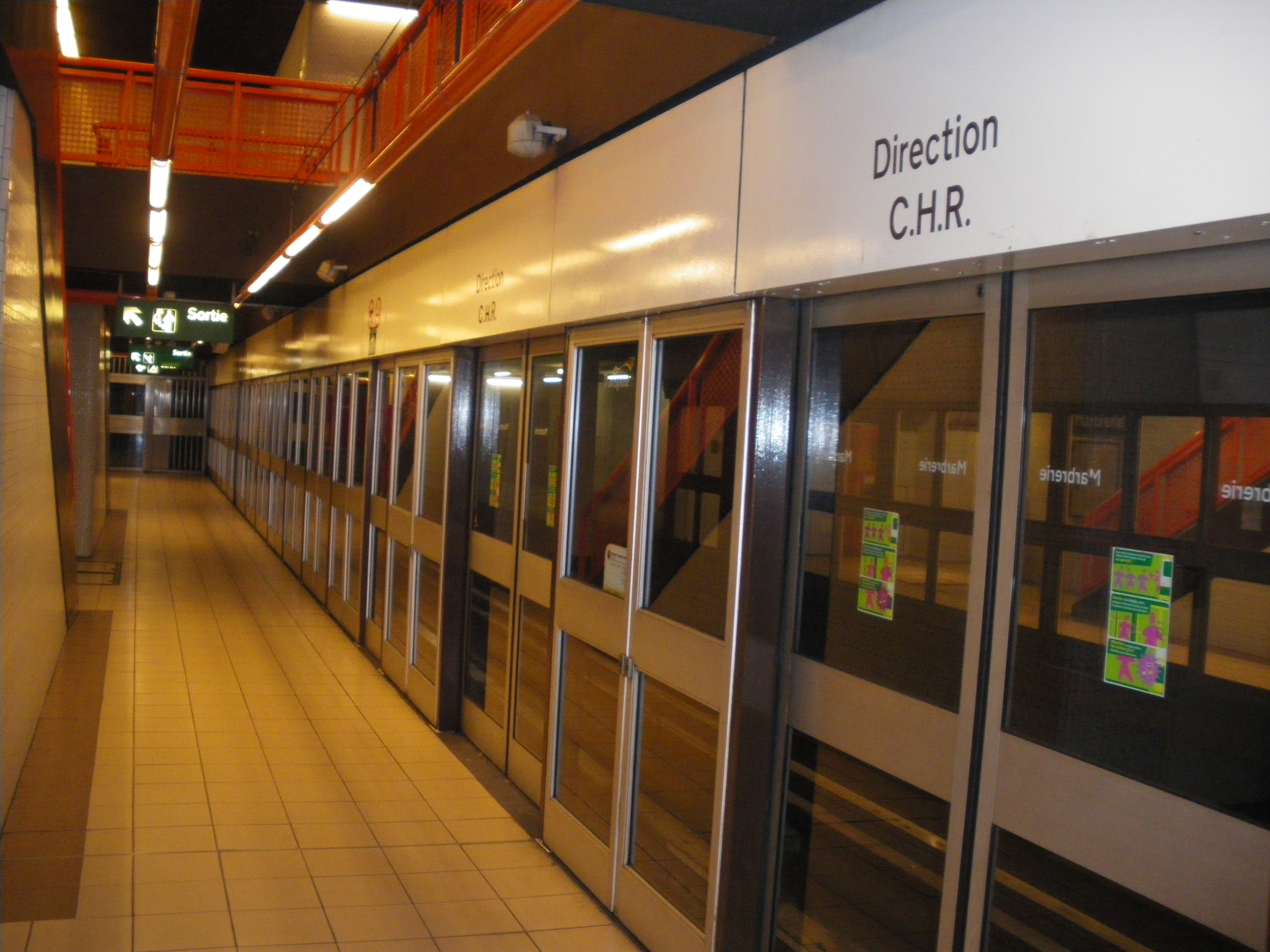
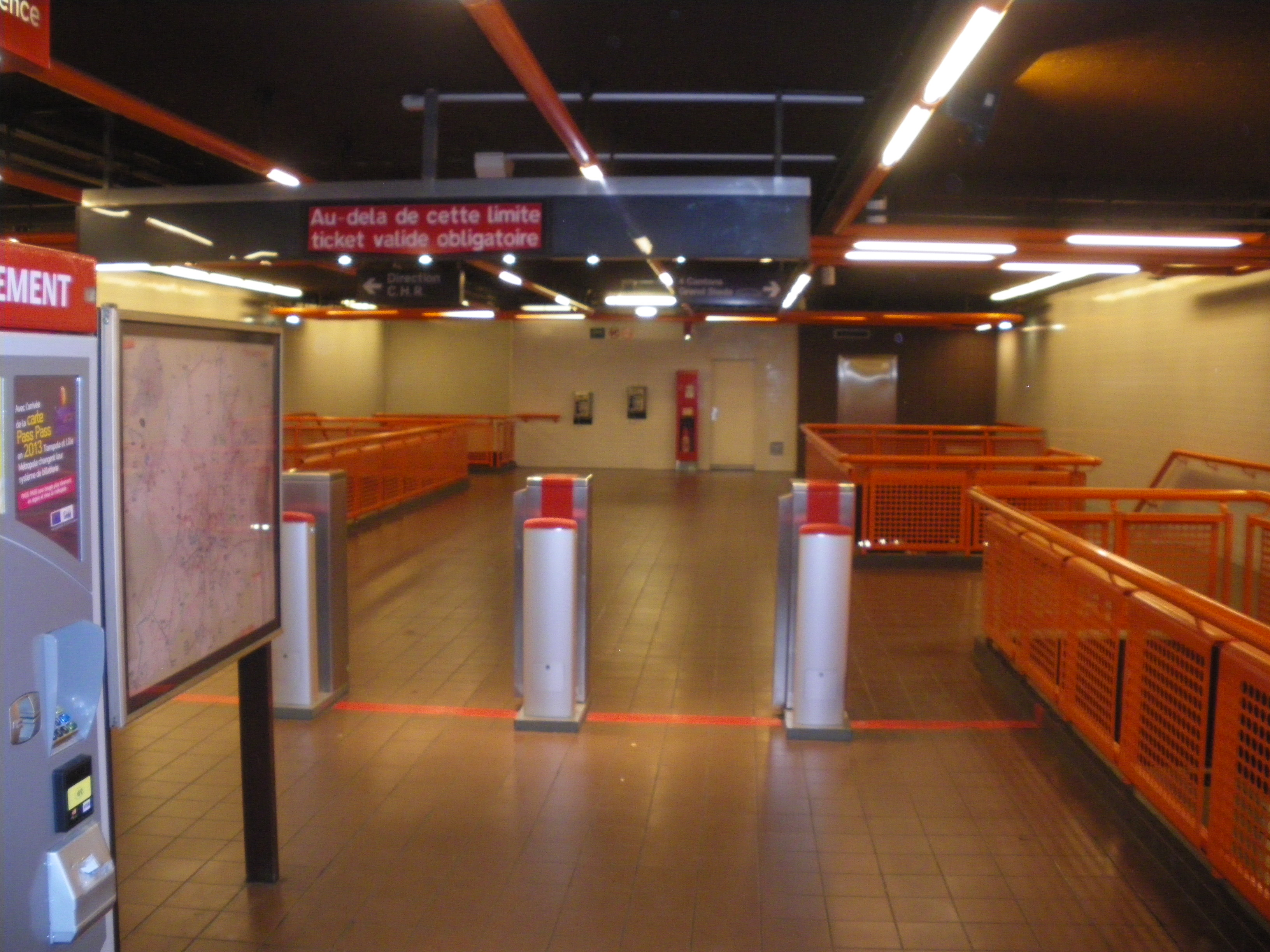
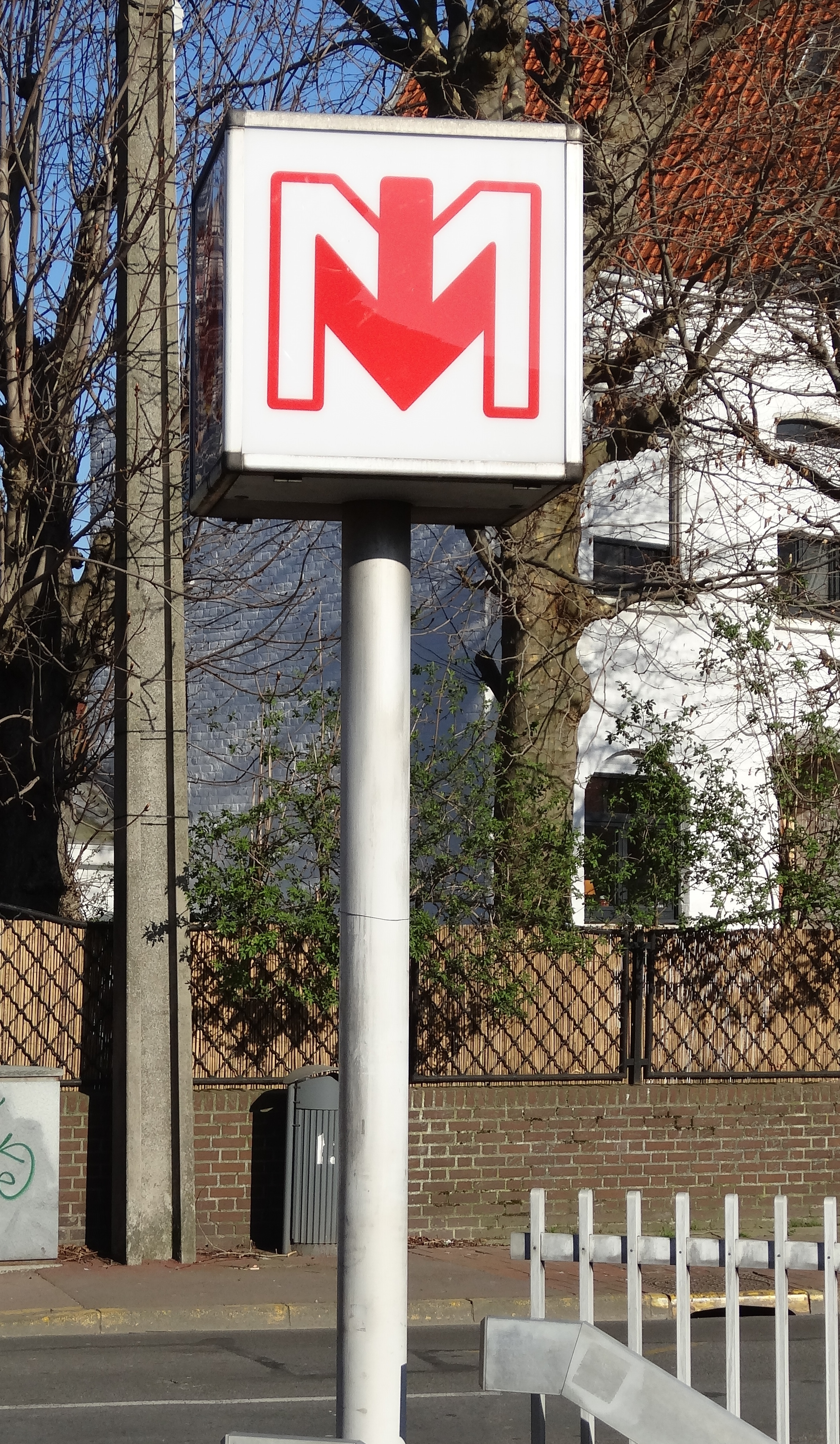